# Collegiata di San Vulfranno

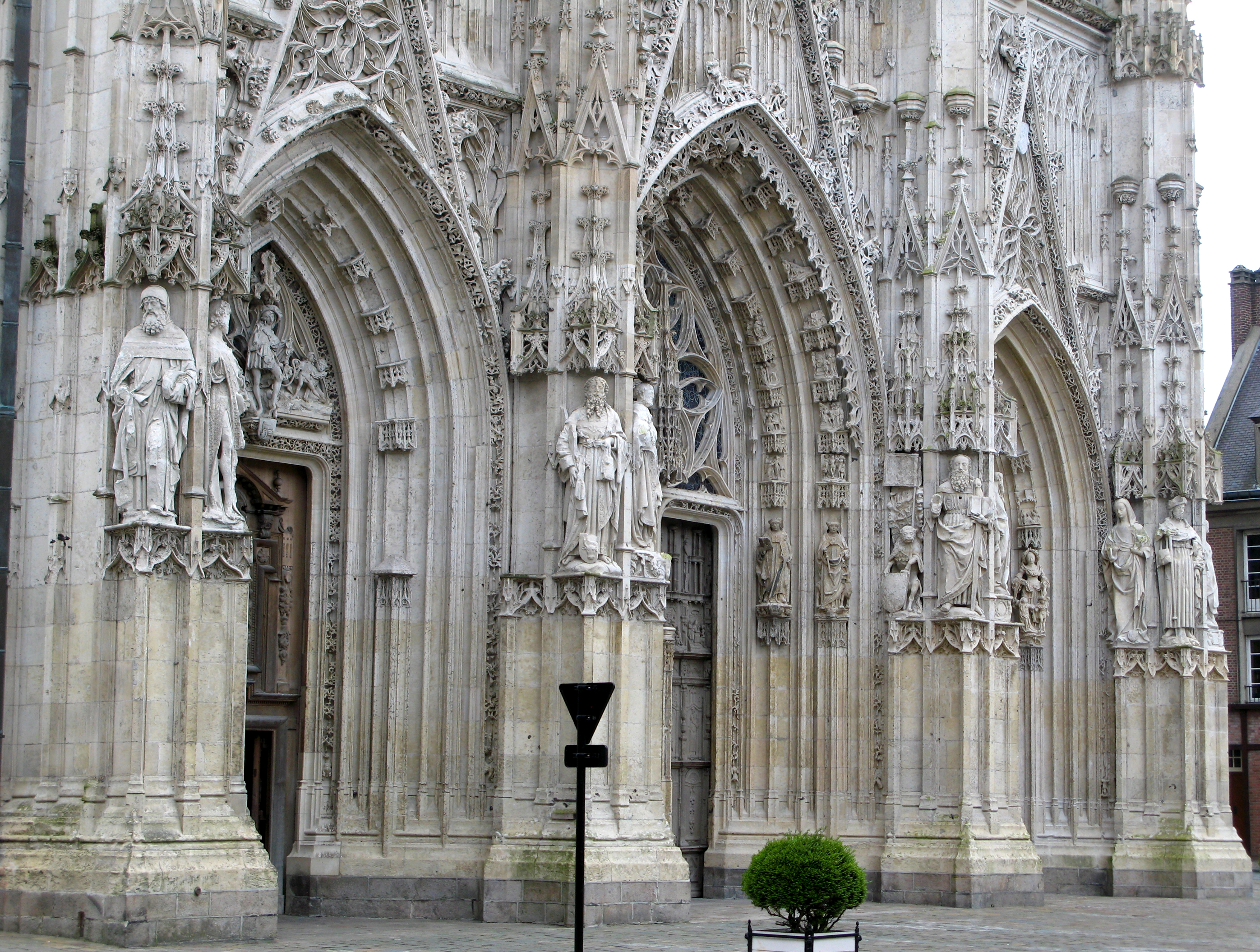
I portali

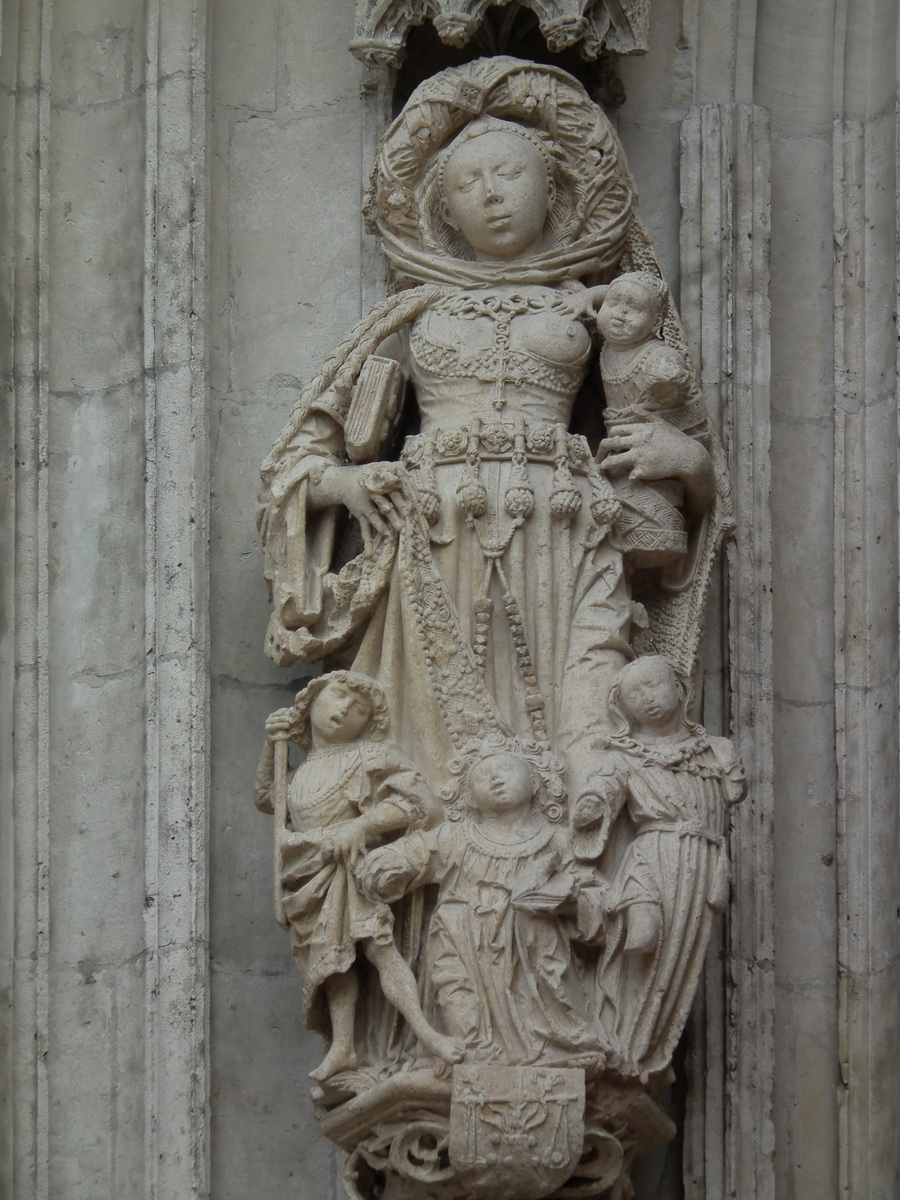
Maria di Cleofa, di P. Lheureux

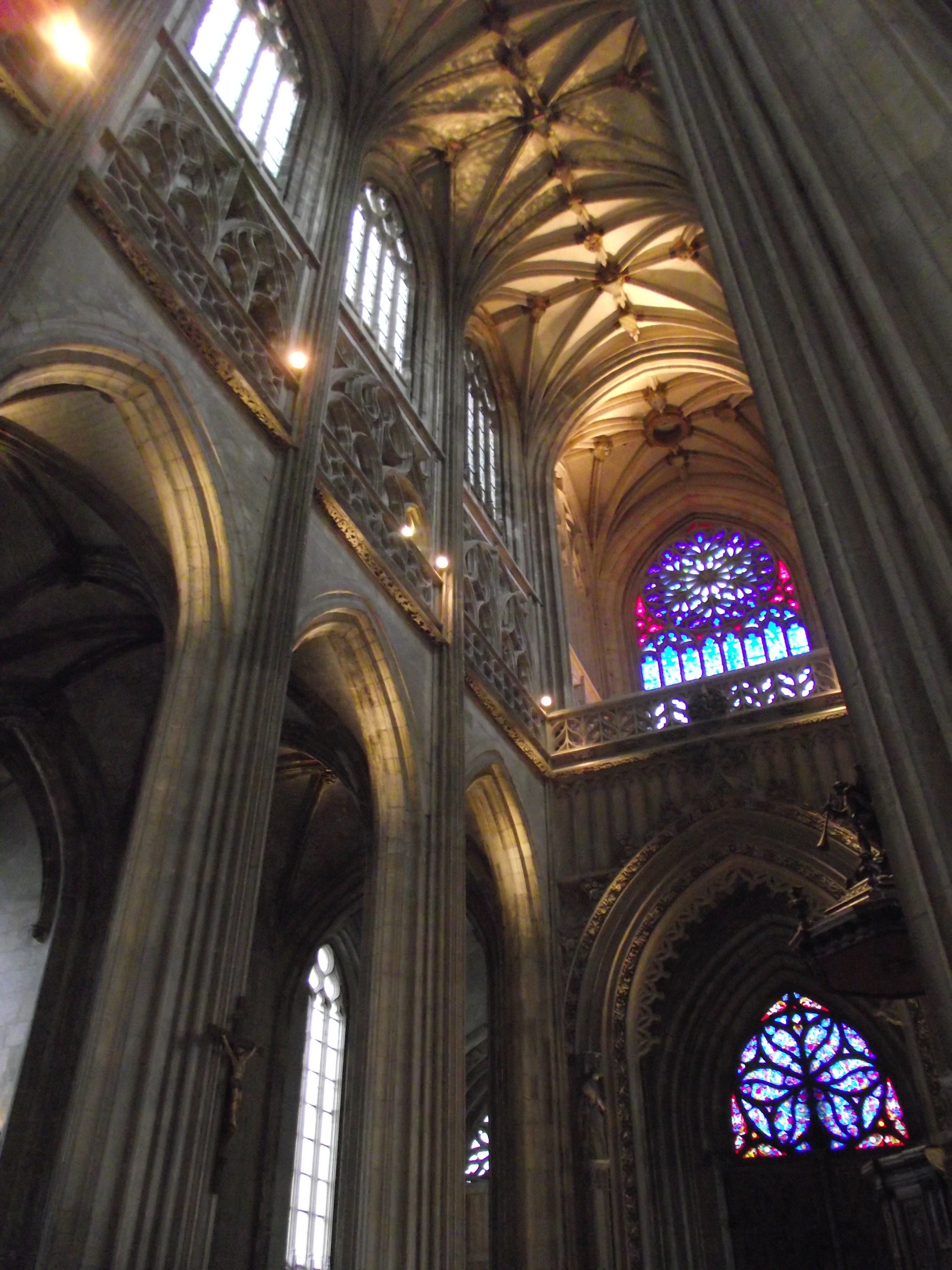
L'interno del piedicroce

La Collegiata di San Vulfranno (in francese Collégiale Saint-Vulfran) è l'edificio religioso principale della città Abbeville, in Piccardia. Con la sua sontuosa facciata costituisce uno dei più begli esempi della scultura gotico fiammeggiante.

## Storia e descrizione
Sorge sul luogo di una più antica parrocchiale, costruita su un fondovalle acquitrinoso, che all'epoca era molto vicino a un braccio della Somme. Nel 1058 il Conte di Ponthieu vi porta le reliquie di Saint-Wulfran de Sens, San Vulfranno vescovo di Sens, e vi fonda un Capitolo di 26 canonici. Spesso l'ortografia del nome del Santo cambia fra « Saint-Vulfran » e « Saint-Wulfran ».
Fu solo verso la fine del XV secolo che inizia la costruzione dell'attuale edificio, quando l'ambizioso Capitolo di San Vulfranno votò il progetto per la più bella chiesa della contea. Per finanziare i lavori chiesero aiuto al re di Francia, al conte di Ponthieu e alla Città di Abbeville. Il cantiere fu stranamente iniziato da ovest, la prima pietra venne posta il 7 giugno 1488 da Jean Postel, sindaco della città. Per la facciata e i muri laterali venne utilizzata la pietra arenaria, mentre per il resto dell'edificio si utilizzò pietra di Gesso. Nel 1502 le murature del piedicroce sono quasi terminate. Nel 1524 viene consacrata la navata e i lavori s'accelerano fino al 1539, quando, per mancanza di mezzi vengono brutalmente interrotti alle pareti occidentali del transetto. Nel XVII secolo un'autorizzazione viene donata ad una confraternita cittadina per ingrandire la sua cappella, che diminuirà un po' la superficie della Collegiata. Si dovrà attendere il 1661 per vedere un nuovo ciclo di lavori, che in due anni aggiunsero alla chiesa la parte absidale, sempre in uno stile "goticizzante", ma di forme sensibilmente più contenute.
Durante la Rivoluzione francese venne trasformata in Tempio della Ragione e l'8 giugno 1794 vi si celebrò la Festa dell'Essere supremo. Divenuta proprietà del Comune, nel 1840 venne dichiarata Monumento storico.
Nel corso della seconda guerra mondiale, la collegiata subì numerosi danni, riparati con una lunga campagna di restauri.

## Facciata
Il fronte occidentale, a due torri di 55,80 metri d'altezza, è incentrato sulla Polifora, che inscrive un rosone, e sui tre magnifici portali d'entrata. È una superba opera dello stile Gotico fiammeggiante, dove nella sontuosa decorazione scultorea dei portali trova il suo apice. Il portale di sinistra è giocato sulla figura di sant'Eustachio; quello centrale sul Cristo e san Vulfranno, nella ghimberga è un Cristo crocifisso tenuto da Dio Padre; quello destro è dedicato a Maria. L'apparato scultoreo, dai finissimi, maniacali particolari, presenta una profusione di fogliami, trafori, timpani, ghimberghe, dentellature e numerosissime statue di santi posti in ricchi baldacchini. Spiccano in particolare un mirabile sant'Eustachio nel timpano del portale sinistro e Maria Salomé e Maria di Cleofa, nel portale destro. Opere di inizio Cinquecento di Pierre Lheureux realizzate secondo una nuova concezione stilistica rompendo con l'iconografia classica cristiana, realizzando personaggi dalle vesti sontuose, orientaleggianti e dalle fattezze più sensuali.
I battenti del portone centrale, in legno di rovere, vennero finemente intagliati in stile rinascimentale nel 1550. Vi sono raffigurate Scene della Vita della Vergine e gli Apostoli.

## Interno
L'interno è a tre alte navate su pilastri a fascio che si innestano, senza capitelli, direttamente sulle volte a stella. Un finto triforio a bifore fiammeggianti binate corre sotto i finestroni. La parte del coro, postuma, meno elevata in altezza e chiaramente più sobria è coperta da volte lignee a carena di nave. Nella navata centrale del piedicroce è un bel pulpito ligneo del XVIII secolo. Numerose e notevoli le opere d'arte conservate nelle cappelle laterali.

## Opere d'arte
- Cappella degli Angeli e San Luca:
  - "Ancona della Pericope dell'adultera", splendido altorilievo marmoreo XVI secolo
  - "Altare del Giudizio Universale", del XVI secolo. Presenta un grande rilievo marmoreo nella pala d'altare con al centro Cristo giudicante seduto con globo terrestre ai suoi piedi. Alla sua destra è la Vergine, a sinistra San Giovanni; al di sotto a destra di Cristo gli angeli portano i beati in Paradiso, a sinistra i demoni portano i peccatori all'Inferno. In cima all'altare sono tre grandi statue di Arcangeli: ai lati Gabriele e Raffaele suonano la tromba, al centro Michele pesa gli uomini con la bilancia, dove nel piatto alla sua destra un angelo raccoglie un uomo nudo e nel piatto di sinistra un altro uomo è arraffato da belve infernali.
- Cappella di San Luigi, costruita nel 1492:
  - "Altare della Natività", sublime opera scultorea del XVI secolo composta da una pala a rilievi policromi sovrastata da tre statue di santi: San Pietro a sinistra, San Paolo a destra e Cristo al centro.
- Cappella di Sant'Anna, ove venne celebrata la prima messa d'inaugurazione della collegiata nel 1524:
  - "Altare della Vergine", con ancona con scene di vita di Maria, accompagnata dalle grandi statue dei santi Nicola rappresentato con i bambini che salvò, Andrea con la croce a X, e Caterina con la palma del martirio.
- Cappella di San Giovani Battista:
  - "Altare di San Giovanni Battista", splendida opera in altorilievo policromo del XVI secolo.

## Galleria d'immagini

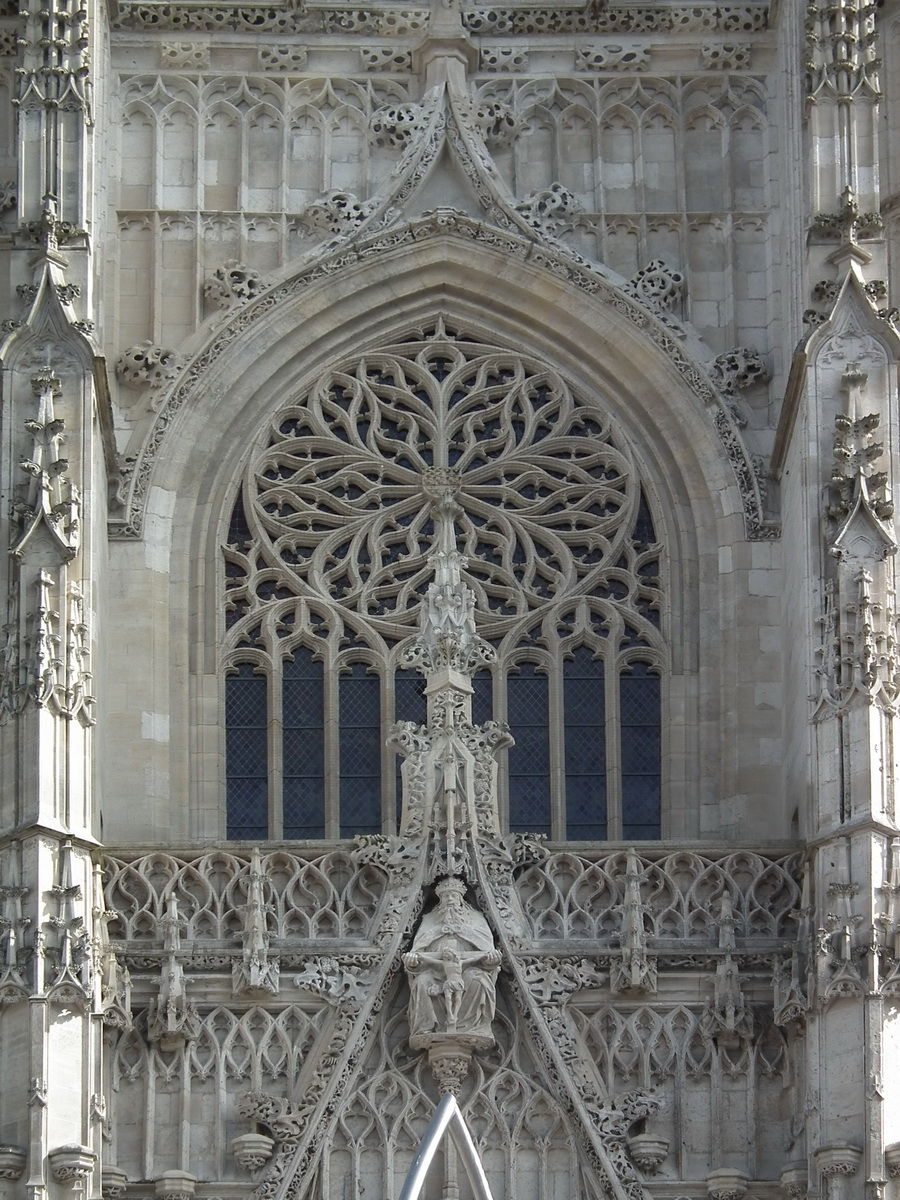
particolare della facciata con l'Ecce Homo e il rosone
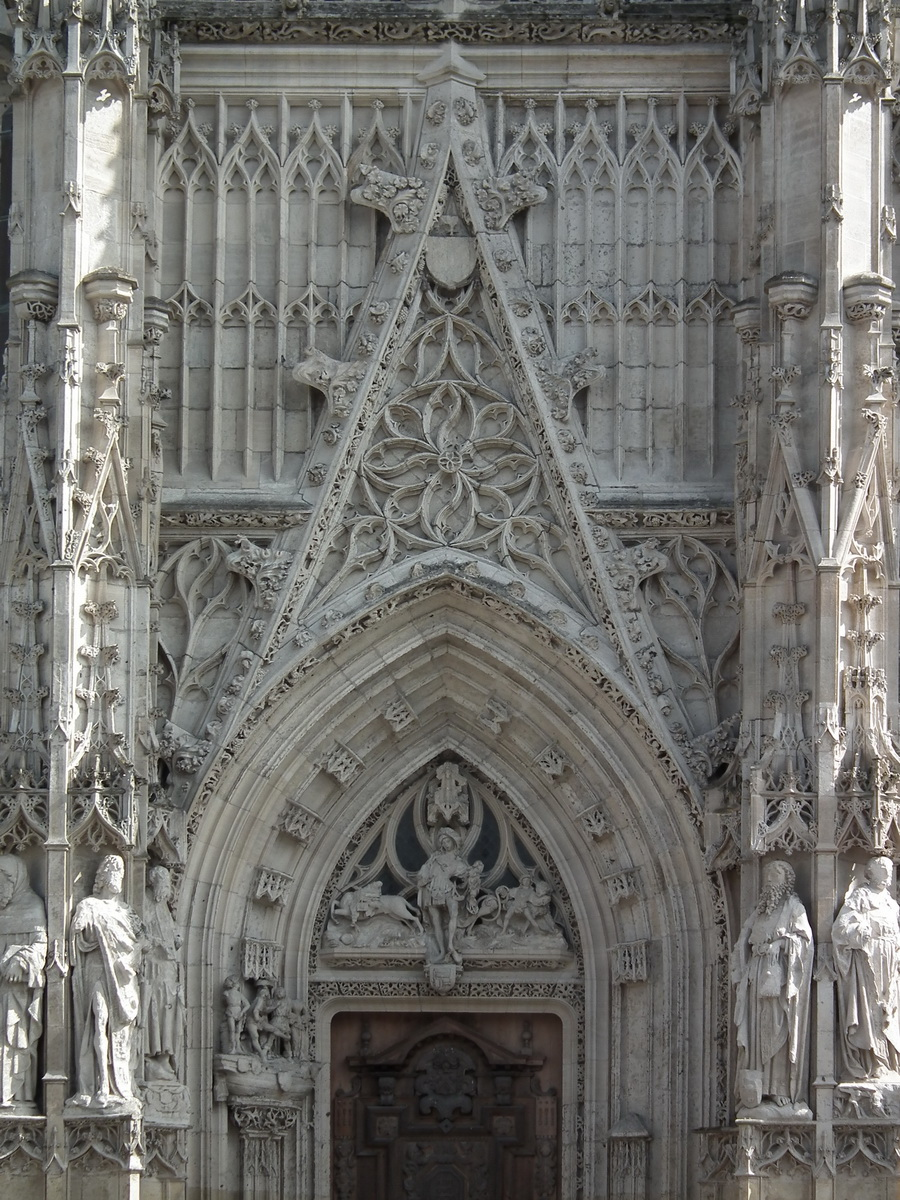
il portale di Sant'Eustache
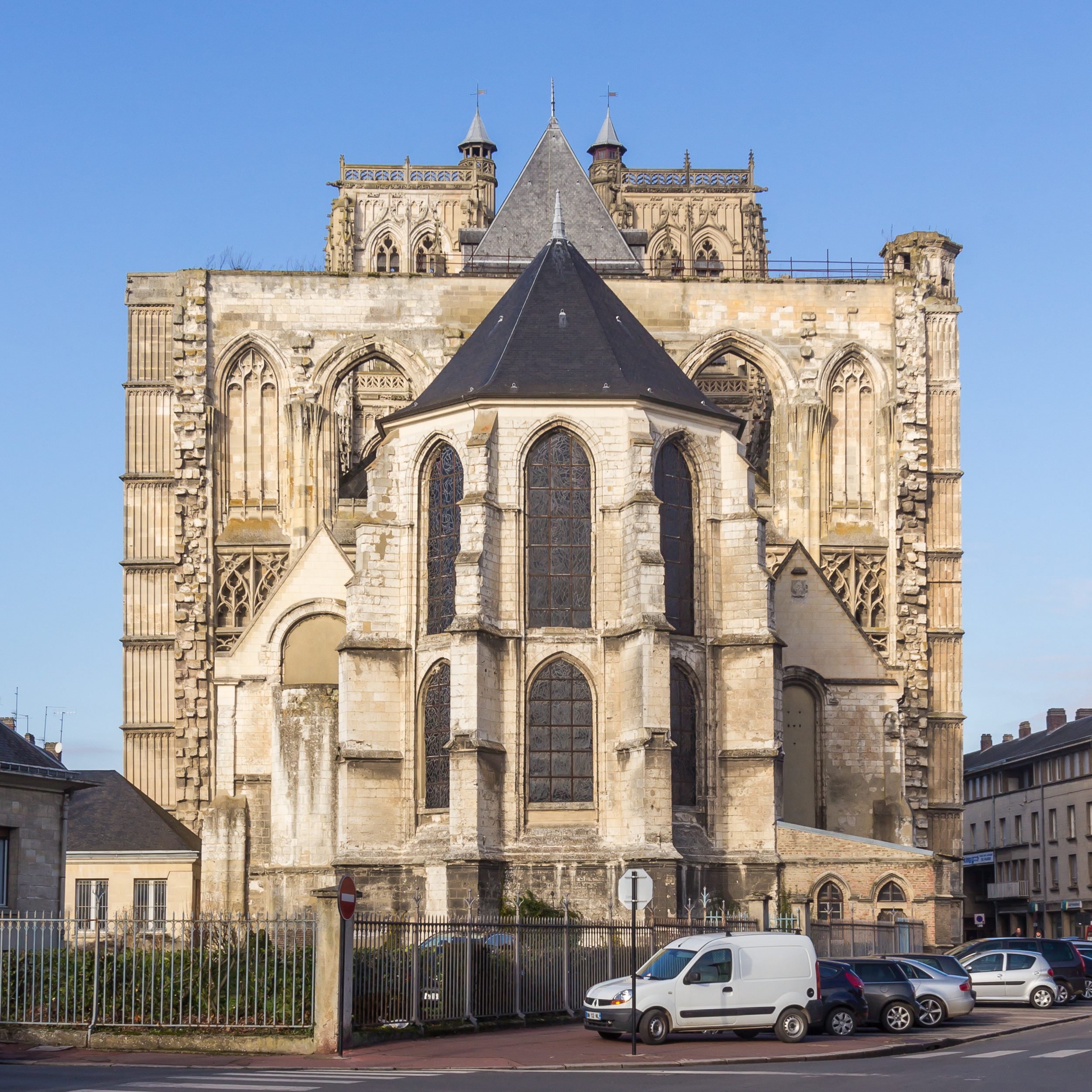
veduta del coro, incompiuto
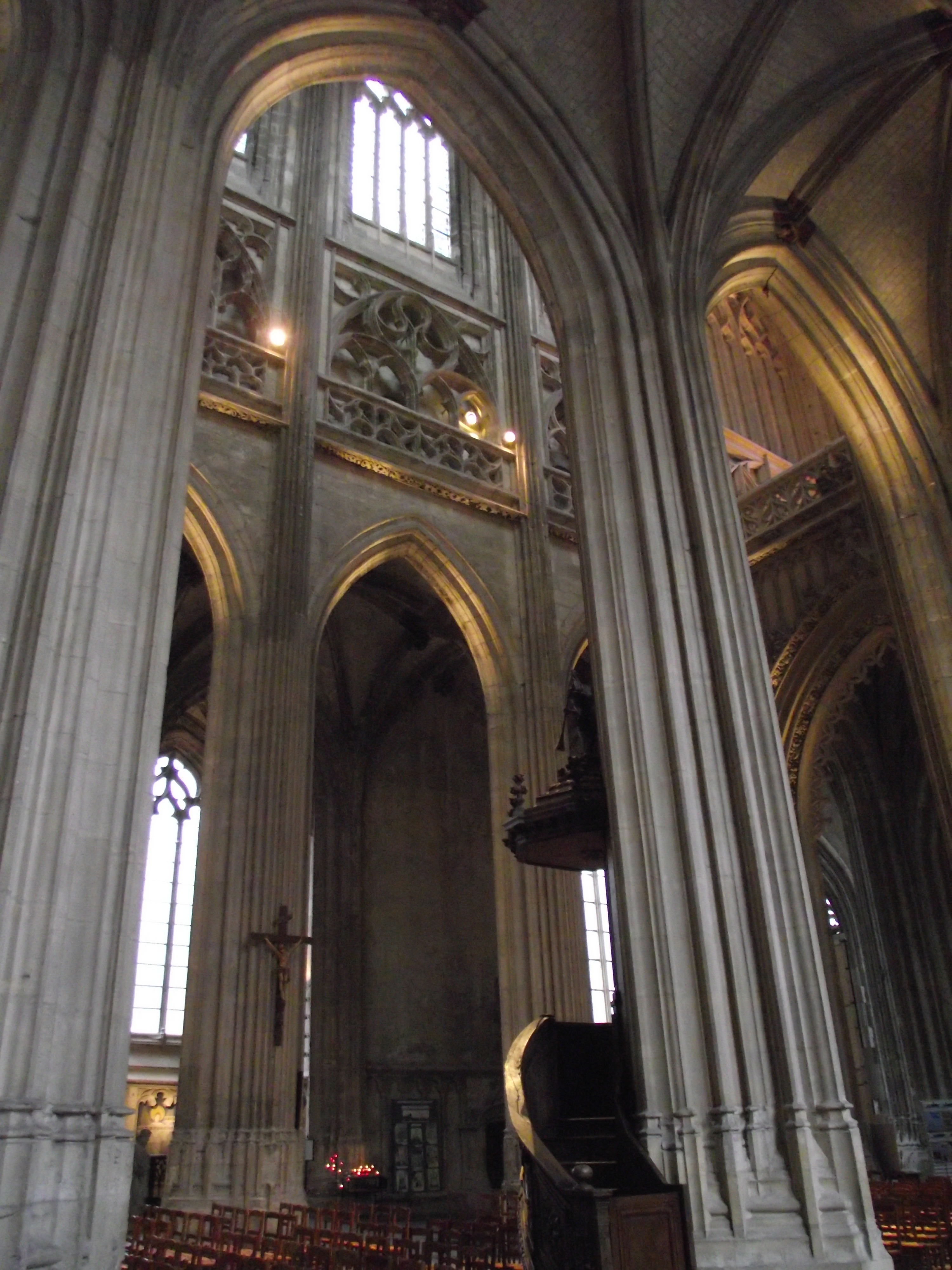
veduta dell'interno
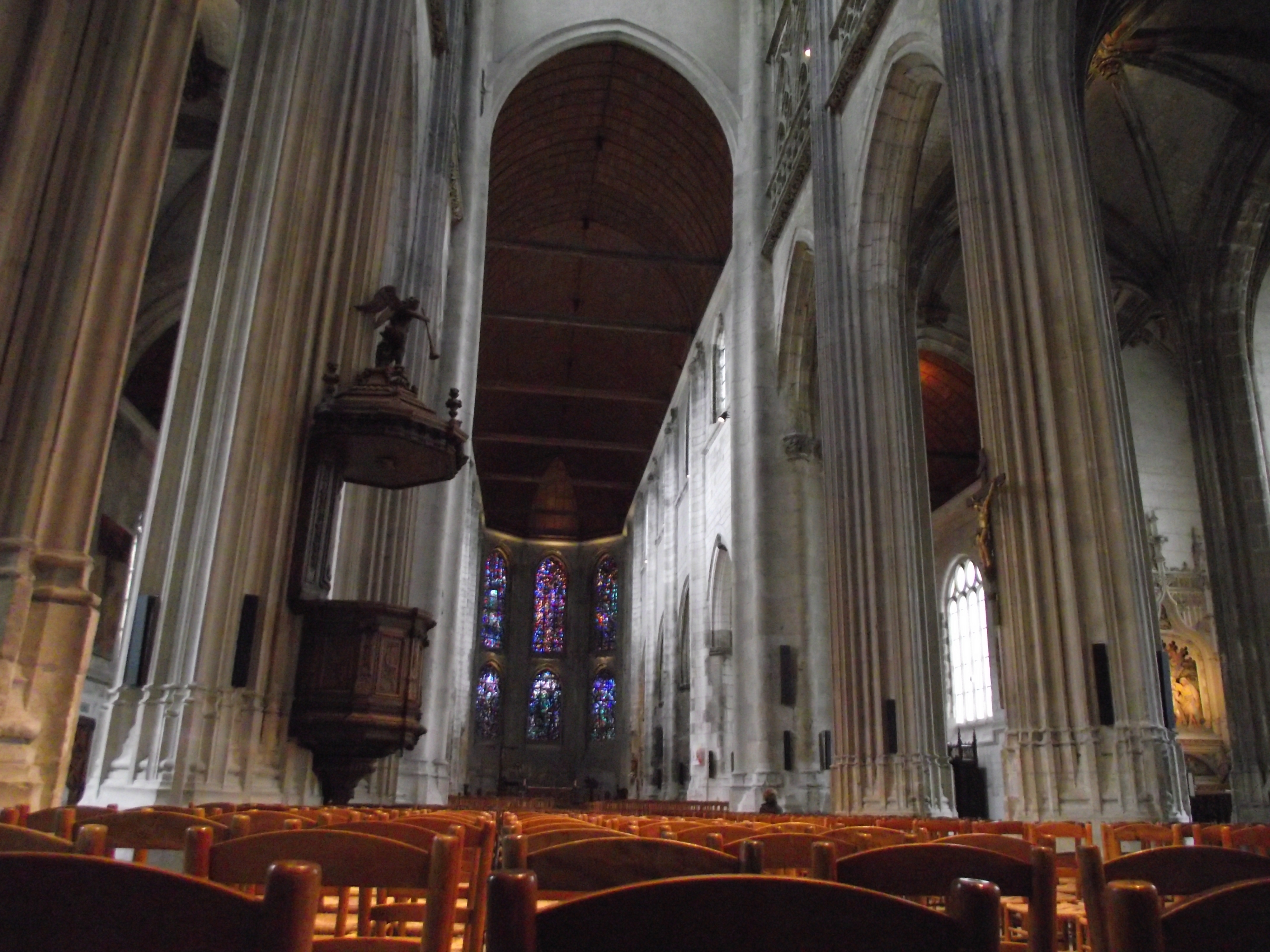
l'interno verso il coro
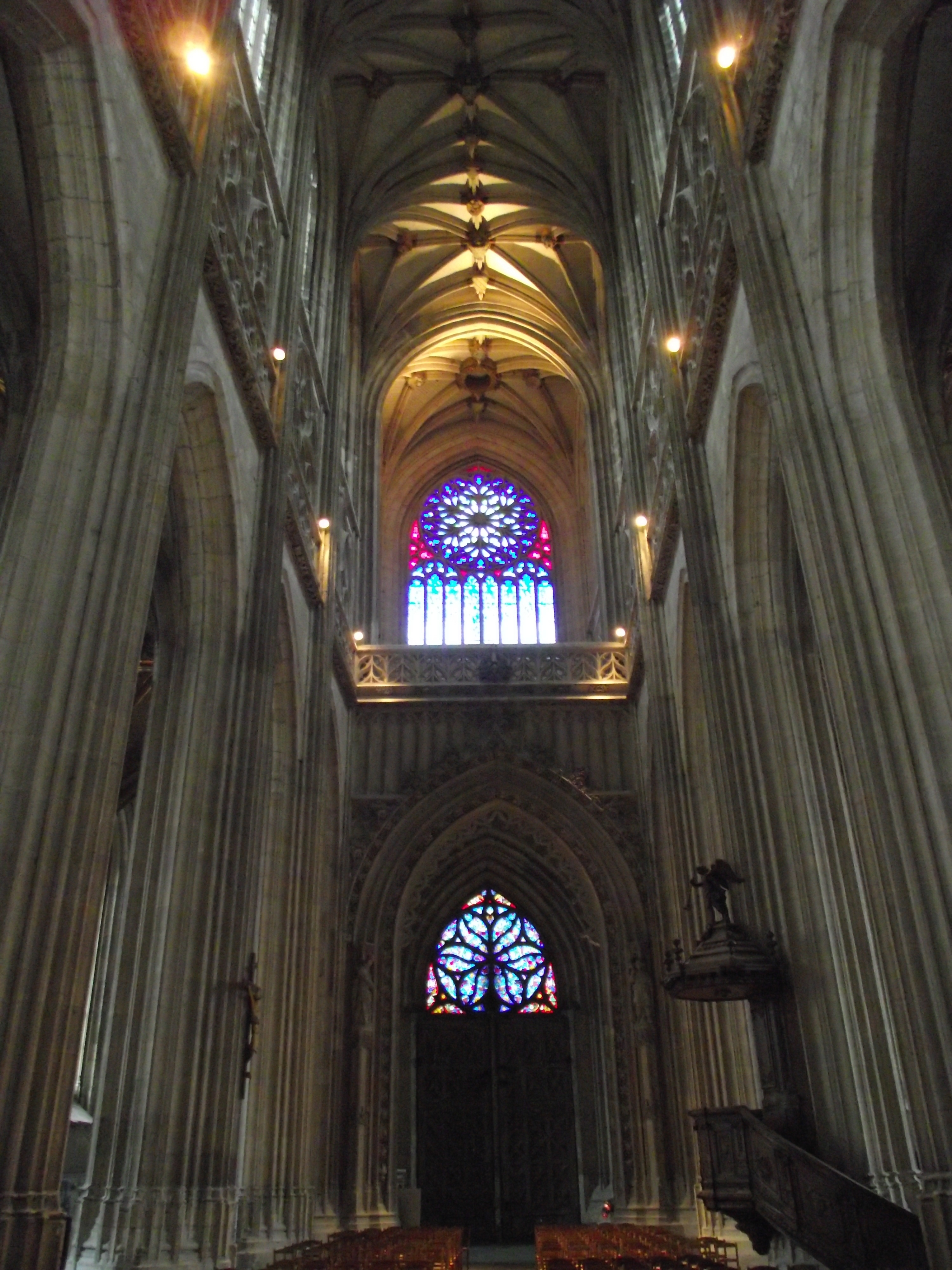
la controfacciata gotico fiammeggiante
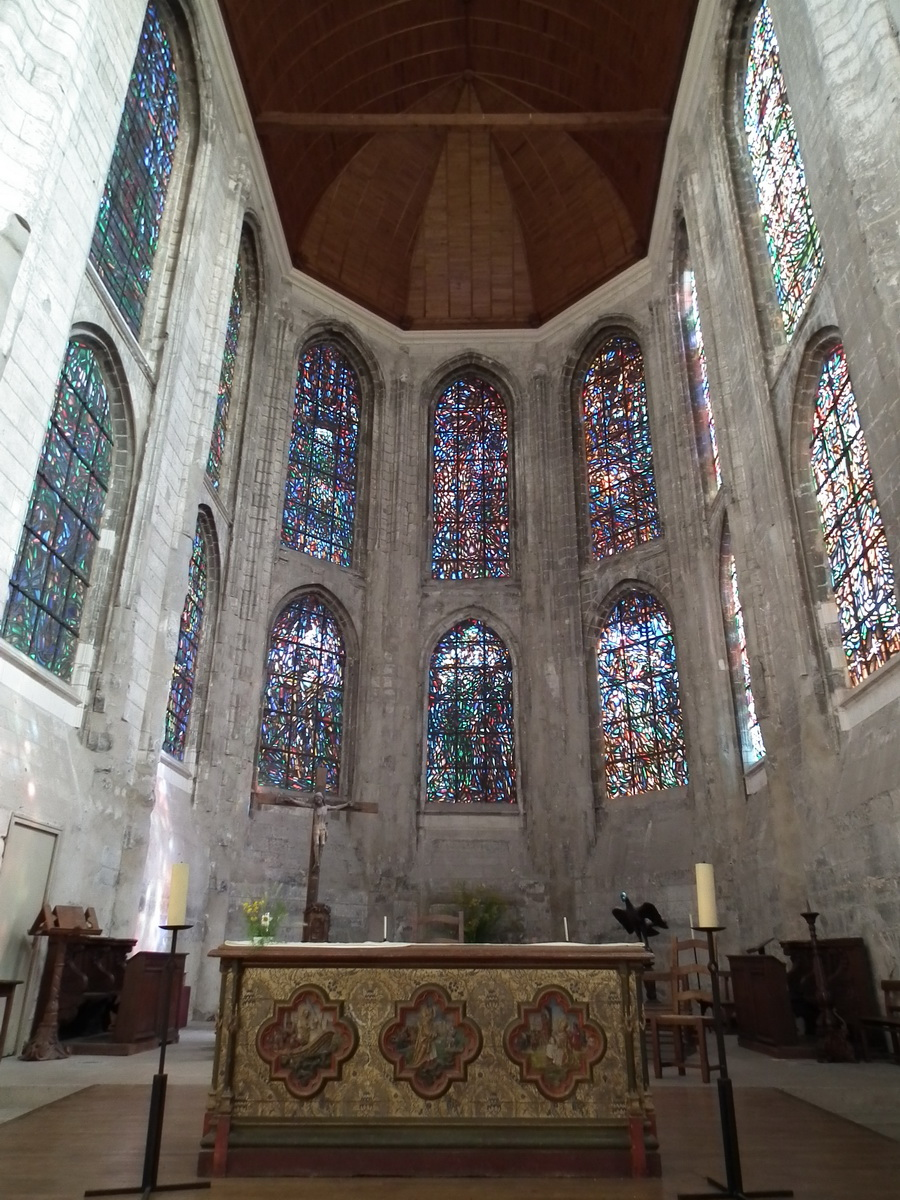
il coro aggiunto nel XVII secolo
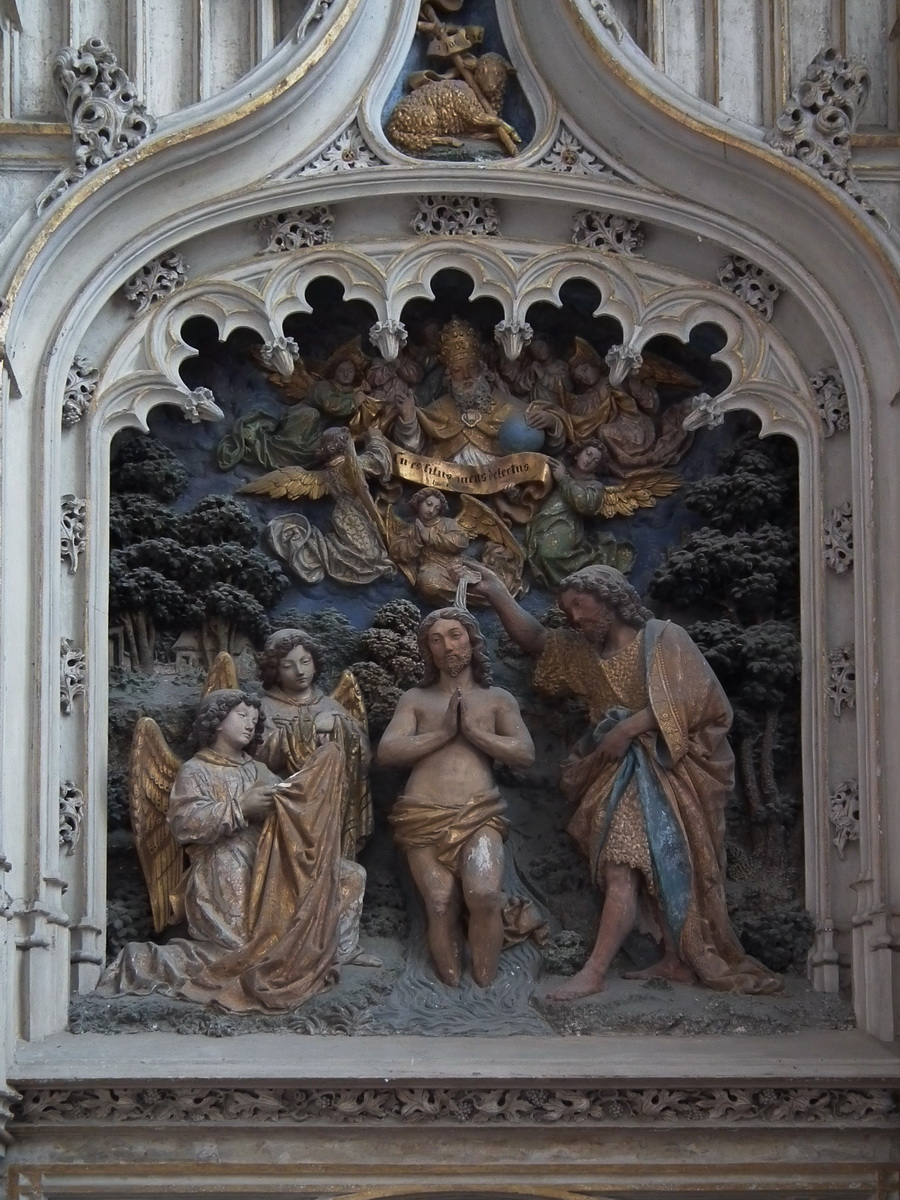
Altare di San Giovanni Battista, del XVI secolo
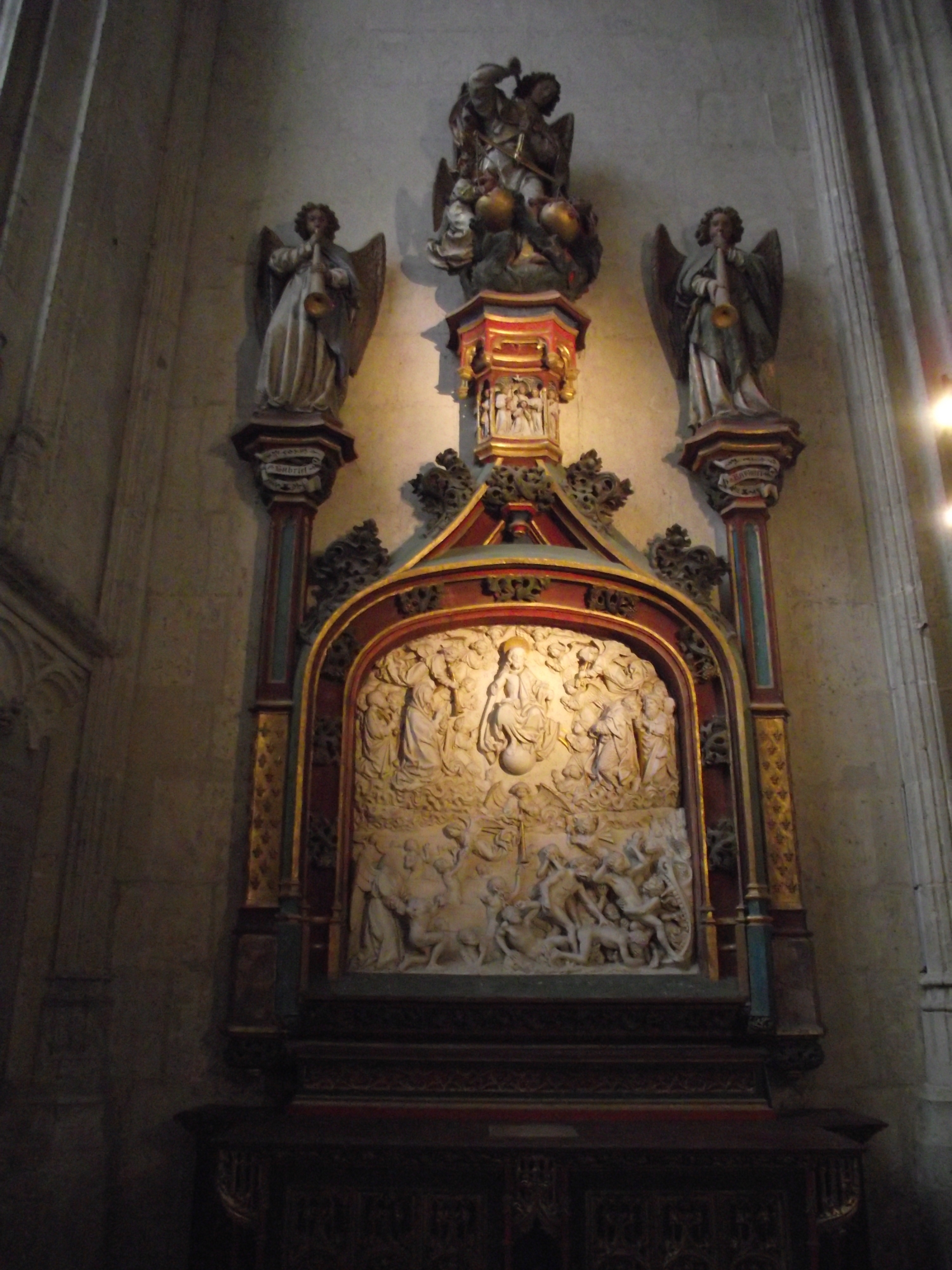
Altare del Giudizio Finale, XVI secolo
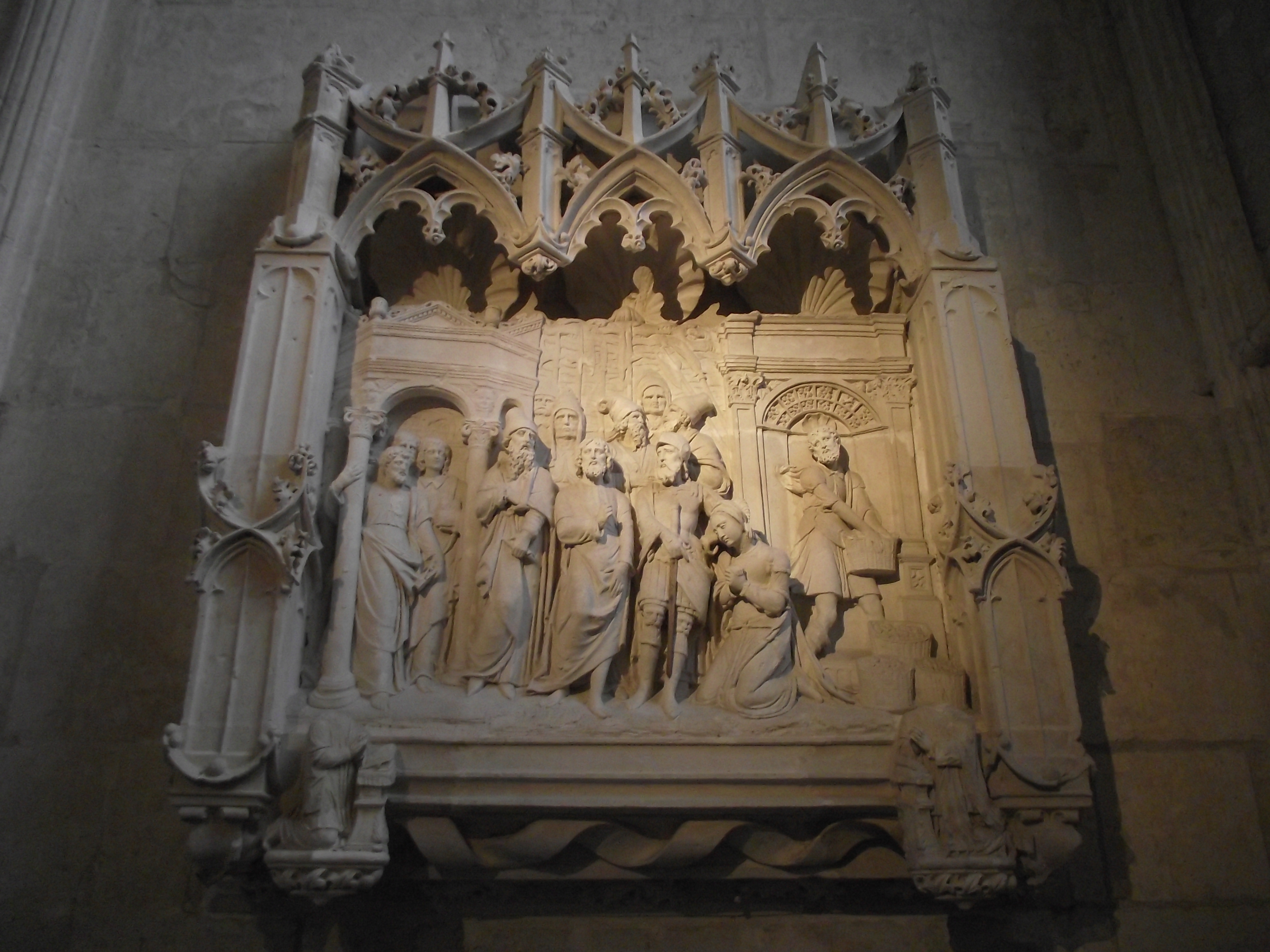
Ancona della Pericope dell'adultera, XVI secolo
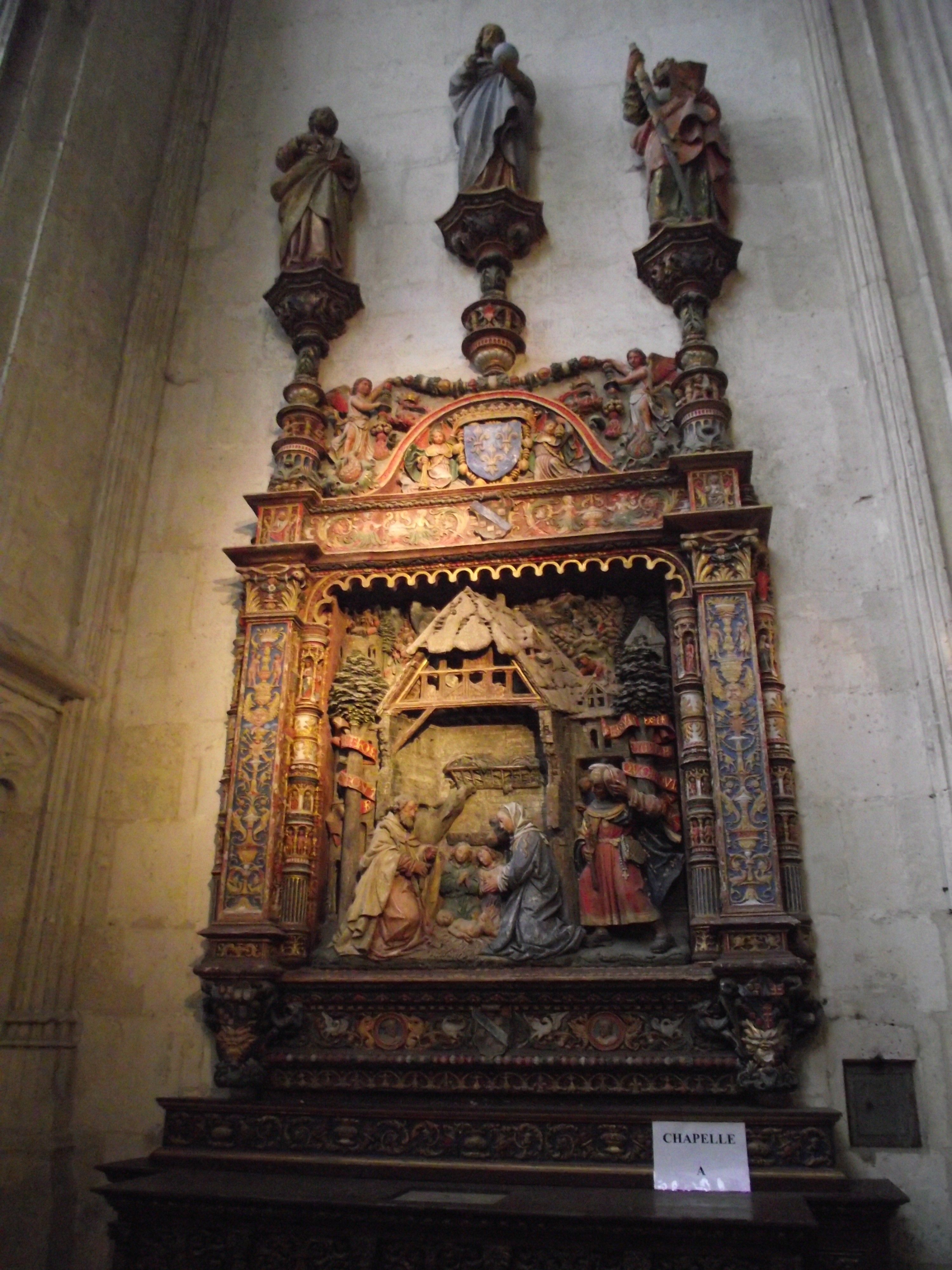
Altare della Natività, XVI secolo
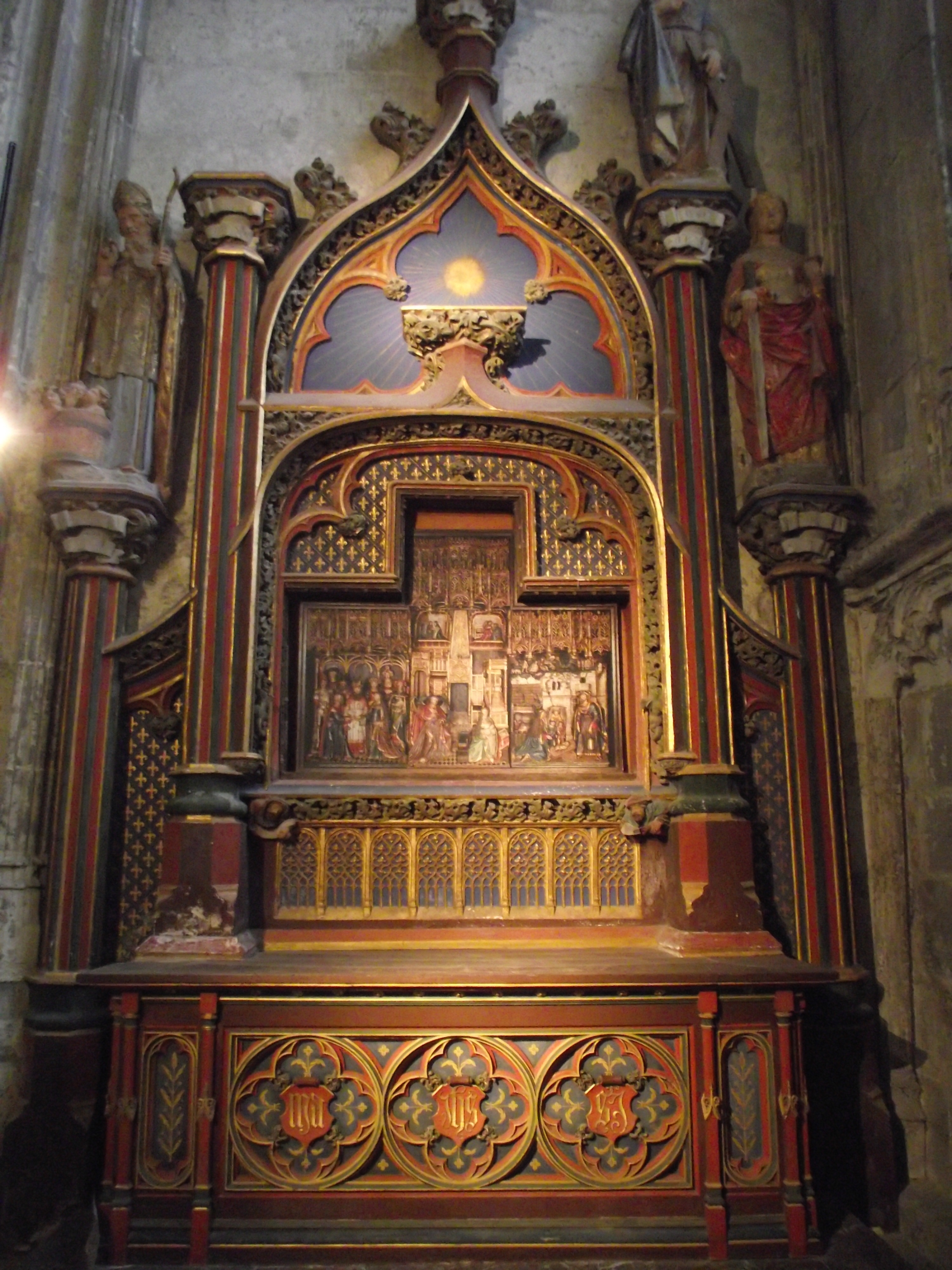
Altare della Vergine